# السيد بدير
السيد بدير (11 يناير 1915 - 30 أغسطس 1986)، كاتب ومخرج ومسرحي مصري.

## عن حياته
ولد في أبو الشقوق، مركز كفر صقر، محافظة الشرقية مصر، كانت أول أعماله في السينما فيلم وحيدة عام 1944 ثم السوق السوداء في العام التالي ثم الماضي المجهول والنائب العام وتتالت بعد ذلك أعماله، إلا أن شهرته الحقيقية تحققت عند قيامه بدور عبد الموجود ابن عبد الرحيم كبير الرحمية قبلي.
من الأفلام التي كتبها حكم القوي لحسن الإمام، ثم تتالت بعد ذلك كتاباته فقدم حميدو وبياعة الخبز وجعلوني مجرماً وفتوات الحسينية وشباب امرأة ورصيف نمرة 5 وفي عام 1957 تحول إلى الإخراج فقدم مجموعة من الأفلام من أشهرها المجد وليلة رهيبة وفي عام 1958 قدم كهرمانة والزوجة العذراء وغلطة حبيبي. 
في عام 1959 قام بإخراج فيلم أم رتيبة وعاشت مهجه ثم نصف عذراء عام 1961 وحب وخيانة. 
كان آخر أفلامه كمخرج أرملة في ليلة الزفاف في عام 1974 واستمر بعد ذلك في الكتابة للسينما وكان آخر أفلامه ككاتب هو فيلم السلخانة في عام 1982. مثلت أعماله الإذاعية ثروةً فنيةً كبيرة، إذ قام بتأليف وإخراج العديد من التمثيليات والبرامج الإذاعية خلال فترة الستينيات وما بعدها، ومن أشهر هذه البرامج برنامج شخصيات تبحث عن مؤلف الذي كان يتناول في كل حلقة مهنة معينة فيسلط عليها الضوء في صورة درامية ويظهر الجوانب التي لا يعلمها الناس عنها.

## التدرج الوظيفي
بدأ حياته أميناً لمكتبة قضايا الحكومة بمجلس الدولة.
- انتقل للعمل بقسم الدعاية في وزارة الصحة.
- عمل مخرجاً بالإذاعة المصرية.
- عمل كبير المخرجين بالإذاعة.
- رئيس مؤسسة السينما والمسرح والموسيقى بدرجة وكيل وزارة.

## حياته الشخصية
تزوج السيد بدير، من إحدى أقاربه، وأنجب منها 3 أبناء، كان أشهرهم ابنه عالم الفضاء والأقمار الصناعية سعيد بدير، والذي توفي عام 1989 وقيل وقتها أنه تعرض للاغتيال من قبل الموساد الإسرائيلي وذلك بعد وفاة السيد بدير بـ3 أعوام.
ثم تزوج من المغنية شريفة فاضل، وأنجب منها ولدا استشهد في حرب أكتوبر عام 1973، الأمر الذي أصابه بالحزن الشديد، وساهم في تدهور حالته الصحية، وغنّت «شريفة فاضل» وقتها أغنية ابني حبيبي يا نور عيني.

## الإنتاج الفني
- بدأ حياته الفنية مترجماً ومؤلفاً للإذاعة والسينما والمسرح والتليفزيون.
- كتب وأخرج للإذاعة حوالي ثلاثة آلاف تمثيلية ومسلسل.
- كتب للسينما السيناريو والحوار للعديد من الأفلام.
- أنتج وألف وأخرج للمسرح حوالي 400 مسرحية إلى جانب المسلسلات.

## الجوائز والأوسمة
- وسام الجمهورية، عام 1957.
- وسام العلوم والفنون من الطبقة الأولى، عام 1975.
- شهادة تقدير من جمعية كتاب ونقاد السينما، عام 1976.
- جائزة الدولة للجدارة الفنية عام 1977، وشهادة تقدير من فناني الشاشة الصغيرة.
- جائزة تقديرية من جمعية فن السينما المصرية، عام 1980.
- شهادة تقدير وميدالية طلعت حرب من نقابة المهن السينمائية في عيد السينما الأول، عام 1982.
- شهادة تقدير من الإذاعة المصرية لخدماته الجليلة في مجال الإعلام والكلمة المسموعة، عام 1983.
- شهادة تقدير وميدالية ذهبية من الجمعية العربية للفنون، عام 1983.
- شهادة تقدير كرائد لدراما الإذاعة في عيد الإذاعة الخمسين، عام 1984.
- وسام الاستحقاق من الطبقة الأولى، عام 1986.
- جائزة الدولة التقديرية في الفنون من المجلس الأعلى للثقافة.

## أعماله

### تأليف
- 1937: تيتا وونج
- 1946: ملائكة في جهنم
- 1946: رجل المستقبل
- 1946: دايما في قلبي
- 1946: الخمسة جنيه
- 1947: المنتقم
- 1947: البريمو
- 1948: يحيا الفن
- 1950: جوز الأربعة
- 1951: لك يوم يا ظالم
- 1951: حكم القوي
- 1952: كأس العذاب
- 1952: شم النسيم
- 1952: زمن العجائب
- 1952: الأسطى حسن
- 1953: ريا وسكينة
- 1953: حميدو
- 1953: حب في الظلام
- 1953: بائعة الخبز
- 1953: أنا وحبيبي
- 1953: المرأة كل شيء
- 1954: ليلة من عمري
- 1954: قلوب الناس
- 1954: فتوات الحسينية
- 1954: جعلوني مجرما
- 1954: تحيا الرجالة
- 1954: الوحش
- 1954: الملاك الظالم
- 1954: المحتال
- 1954: اعترافات زوجة
- 1954: أبو الدهب
- 1955: نهارك سعيد
- 1955: شاطئ الذكريات
- 1955: بنات الليل
- 1955: الجسد
- 1956: ودعت حبك
- 1956: وداع في الفجر
- 1956: هارب من الحب
- 1956: قتلت زوجتي
- 1956: صراع في الميناء
- 1956: شياطين الجو
- 1956: شباب امرأة
- 1956: رصيف نمرة 5
- 1956: النمرود
- 1956: القلب له أحكام
- 1956: إسماعيل يس في البوليس
- 1957: لا أنام
- 1957: غرام المليونير
- 1957: سجين أبو زعبل
- 1957: الوسادة الخالية
- 1957: المجد
- 1957: المتهم
- 1957: الفتوة
- 1957: الطريق المسدود
- 1957: إسماعيل يس في الأسطول
- 1958: كهرمان
- 1958: غريبة
- 1958: سواق نص الليل
- 1958: سلم ع الحبايب
- 1958: سلطان
- 1958: المعلمة
- 1958: أبو حديد
- 1959: عاشت للحب
- 1959: سر طاقية الإخفاء
- 1959: أنا حرة
- 1960: لوعة الحب
- 1960: عمالقة البحار
- 1960: ثلاث وريثات
- 1960: ثلاثة رجال وامرأة
- 1960: بين السما والأرض
- 1961: طريق الدموع
- 1961: امرأة وشيطان
- 1962: غصن الزيتون
- 1962: سلوى في مهب الريح
- 1962: رسالة من امراة مجهولة
- 1963: عائلة زيزي
- 1963: صاحب الجلالة
- 1963: الساحرة الصغيرة
- 1965: خطيب ماما
- 1965: المدير الفني
- 1966: العبيط
- 1966: 3 لصوص
- 1968: حكاية 3 بنات
- 1969: سكرتير ماما
- 1970: سنة مع الشغل اللذيذ (مسرحية)
- 1971: 5 شارع الحبايب
- 1975: حب أحلى من الحب
- 1978: حب فوق البركان
- 1978: المليونيرة النشالة
- 1978: المجرم
- 1978: الجنة تحت قدميها
- 1980: عمل إيه الحب في بابا.
- 1982: السلخانة
- 1985: عائلة سعيدة جدا (مسرحية)

### تمثيل
- 1937: تيتاوونج
- 1937: الحب المورستاني
- 1938: شيء من لا شيء
- 1939: العزيمة
- 1943: حب من السماء
- 1943: العامل
- 1944: وحيدة
- 1944: شارع محمد علي
- 1945: شهر العسل
- 1945: السوق السوداء
- 1945: الجيل الجديد
- 1945: البيه المزيف
- 1946: رجل المستقبل
- 1946: دايما في قلبي
- 1946: حرم الباشا
- 1946: النائب العام
- 1946: الماضي المجهول
- 1946: الخير والشر
- 1947: العرسان الثلاثة
- 1947: البريمو
- 1947: البدوية الحسناء
- 1947: ابن عنتر
- 1948: حياة حائرة
- 1949: سر الأميرة
- 1949: المجنونة
- 1950: قمر 14
- 1950: جوز الأربعة
- 1951: خد الجميل
- 1951: خبر أبيض
- 1951: حكم القوي
- 1951: أنا الماضي
- 1952: كأس العذاب
- 1952: شم النسيم
- 1952: زينب
- 1952: حضرة المحترم
- 1952: الأسطى حسن
- 1952: إديني عقلك
- 1953: لسانك حصانك
- 1953: عفريت عم عبده
- 1953: حميدو
- 1953: المقدر والمكتوب
- 1953: ابن ذوات
- 1954: ليلة من عمري
- 1954: كدبة أبريل
- 1954: فالح ومحتاس
- 1954: حلاق بغداد
- 1954: تاكسي الغرام
- 1954: بنت البلد
- 1955: كابتن مصر
- 1955: عرايس في المزاد
- 1955: شاطئ الذكريات
- 1955: تار بايت
- 1955: بحر الغرام
- 1956: ودعت حبك
- 1956: هارب من الحب
- 1956: سمارة
- 1956: حب وإنسانية
- 1959: إسماعيل يس في الطيران
- 1964: العبيط (مسرحية)
- 1964: الزوج العاشر (مسرحية)
- 1978: برج الحظ (مسلسل)
- 1979: لا يا ابنتي العزيزة (مسلسل)
- 1980: عمل إيه الحب في بابا

### إخراج
- 1955: صاحب الجلالة (مسرحية)
- 1955: الست عايزة كده (مسرحية)
- 1957: ليلة رهيبة (فيلم)
- 1957: جوزي كداب (مسرحية)
- 1957: المجد (فيلم)
- 1957: الكورة مع بلبل (مسرحية)
- 1958: كهرمان (فيلم)
- 1958: غلطة حبيبي (فيلم)
- 1958: الزوجة العذراء (فيلم)
- 1959: عاشت للحب (فيلم)
- 1959: أم رتيبة (فيلم)
- 1960: عمالقة البحار (فيلم)
- 1960: سكر هانم (فيلم)
- 1960: ثلاث وريثات (فيلم)
- 1961: نصف عذراء (فيلم)
- 1961: شخصيات تبحث عن مؤلف (مسلسل إذاعي)
- 1961: الزبال (مسلسل إذاعي)
- 1962: غصن الزيتون (فيلم)
- 1962: سلوى في مهب الريح (فيلم)
- 1964: كل الرجالة كده (مسرحية)
- 1966: شيء في صدري (مسرحية)
- 1966: حكاية جواز (مسرحية)
- 1966: العبيط (فيلم)
- 1967: القيثارة الحزينة (مسلسل إذاعي)
- 1968: حب وخيانة (فيلم)
- 1970: عبود عبده عبود (مسرحية)
- 1970: سنة مع الشغل اللذيذ (مسرحية)
- 1971: حسناء المطار (فيلم)
- 1971: آدم والنساء (فيلم)
- 1971: 5 شارع الحبايب (فيلم)
- 1974: أرملة ليلة الزفاف (فيلم)
- 1975: يا عالم نفسي اتسجن (مسرحية)
- 1977: 20 فرخة وديك (مسرحية)
- 1985: عائلة سعيدة جدا (مسرحية)

## روابط خارجية
- السيد بدير على موقع IMDb (الإنجليزية)
- السيد بدير على موقع الدهليز
- السيد بدير على موقع قاعدة بيانات الأفلام العربية
- السيد بدير على موقع قاعدة بيانات الفيلم (الإنجليزية)